# De Kalb (Texas)
De Kalb é uma cidade localizada no estado norte-americano de Texas, no Condado de Bowie.

## Demografia
Segundo o censo norte-americano de 2000, a sua população era de 1769 habitantes.
Em 2006, foi estimada uma população de 1797, um aumento de 28 (1.6%).

## Geografia
De acordo com o United States Census Bureau tem uma área de
3,4 km², dos quais 3,4 km² cobertos por terra e 0,0 km² cobertos por água. De Kalb localiza-se a aproximadamente 125 m acima do nível do mar.

## Localidades na vizinhança
O diagrama seguinte representa as localidades num raio de 32 km ao redor de De Kalb.